# Hans-Joachim Fuchs

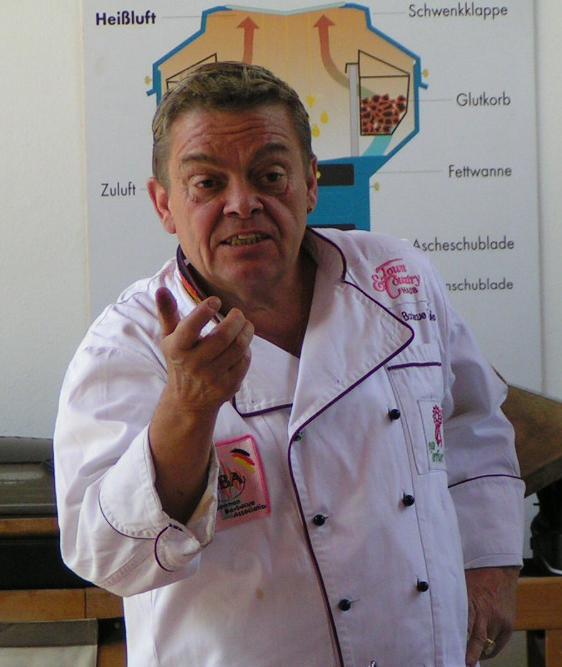
Hans-Joachim Fuchs in seiner Grillschule in Erfurt

Hans-Joachim Fuchs (* 5. April 1944; † 26. Dezember 2008 in Erfurt) war ein deutscher Koch und Grillweltmeister.

## Leben
Fuchs absolvierte im Interhotel Erfurter Hof eine Kochausbildung, er machte später den Abschluss zum Küchenmeister und wurde 1989 als Meisterkoch im Palasthotel Berlin bestellt.
Seit 1991 kochte er unter anderem in USA, Australien, VR China, Frankreich, Schweiz.
Mit dem Grillen begann er am 5. Mai 1999, wo er einen Flyer der Deutschen Gourmetmeisterschaft im Grillen bekam, spaßeshalber sein Menü einreichte und prompt damit gewann. Hans-Joachim Fuchs war 2002 Grillweltmeister in der Disziplin Dish Pork with Corn Garniture (Schweinegericht mit Mais-Beilage) und Gründer der 1. Deutschen Grill- und Barbecue-Schule in Erfurt. Seit 1999 nahm er an allen World Barbecue Championships teil und war damit der einzige Grilleur der Welt, der dies geschafft hat. Insgesamt 78 Mal landete er auf einem der vordersten drei Plätze von Wettbewerben. Dabei schöpfte er aus einem Vorrat von Gerichten aus seinen etwa 1.800 Kochbüchern.
Er wurde unter anderem von Luciano Pavarotti, George Foreman und Michael Schumacher engagiert.
Daneben war er auch als Trainer tätig. Er gründete in Erfurt die erste Grill- und Barbecue-Schule Deutschlands, begründete an der Hotelfachschule in Herzlia (Israel) die Sektion „Grillen“ und wurde deswegen Ehrenmitglied im Verband der Köche Israels. Noch 2008 trainierte er die israelische Jugendmannschaft bei der Kocholympiade.
Mit der Gründung der 1. Deutschen Barbecue Schule Erfurt im Jahr 2003 schuf er erstmals ein von Herstellern und Lebensmittelproduzenten unabhängiges Beratungszentrum. Unter dem Motto „Mehr Freude vom Grill“ knüpfte er an den Vorlieben der deutschen Griller von Bratwurst und Schweinenacken an und verführte sie zu Kreativität, Mut und Handwerk, um auch Gemüse, Obst, Eis, Fisch und diverse weitere Fleischarten vom Rost genießen zu können. Sehr wichtig war ihm dabei die Vermittlung der zukunftsweisenden gesunden „indirekten“ Grillmethode, bei der keine gesundheitsgefährdenden Stoffe durch Fettbrand an das Grillgut gelangen. Fuchs erkannte die umwälzende Bedeutung der „indirekten“ Grillmethode auch für die Rolle des Grillers in der Gästegemeinschaft, die dem Griller die Teilnahme am Gruppenerlebnis ermöglicht, weil er nicht mehr ununterbrochen am Grillrost stehen muss. Das rauchfreie Grillen mit dieser Methode begriff er als Chance, die Belästigungen von Nachbarn durch Emissionen zu reduzieren.

## Erfolge
- Mehrfacher Deutscher Grillmeister und
- 1999 + 2000: Deutsche Meisterschaften in Gelnhausen – Deutscher Profi Gourmet Grillmeister
- 2000: Goldmedaille Barbecue bei der Olympiade der Köche in Erfurt
- 2000: 20. Platz bei den World-Barbecue Championships in der Countryhauptstadt Nashville
- 2000: Berufung zum Ambassador Barbecue Germany + 2. Platz in Hongkong bei den Asiatischen Barbecue Weltmeisterschaften.
- Während der Olympischen Winterspiele im Amerikanischen Salt-Lake City wurde Fuchs mit dem Oscar for Cooking and Barbecue ausgezeichnet.
- 2002 Grillweltmeister in der Disziplin Dish Pork with Corn Garniture (Schweinegericht mit Mais-Beilage)
- 2002: Mister Barbecue 2002 (entspricht dem Weltmeistertitel) der World Barbecue Association in San Diego (USA).
- 2002: Europameisterschaft in Ungarn (sympathischster Grillmeister)
- Seit 2003: Jurymitglied bei den Deutschen Grillmeisterschaften
- 2004: Team-Europameister (Kategorie Fisch) bei den Europäischen Meisterschaften in Tallinn (Estland).
- 2005	Deutscher Meister der Profigriller
- 2005 Sympathischtes Grillteam der Welt in Ungarn (Team Chef)
- 2006	Deutscher Meister der Profigriller